# Cal (álbum)
Cal segunda banda sonora del líder de Dire Straits, Mark Knopfler. La película Cal fue dirigida por Pat O'Connor en 1984. Knopfler vuelve a emplear los sonidos celtas que ya nos presentó en su anterior trabajo, Local Hero.

## Pistas
1. Irish Boy (3:55)
2. The Road (2:08)
3. Waiting for Her (0:38)
4. Irish Love (2:24)
5. Secret Place/Where Will You Go (1:45)
6. Father and Son (7:41)
7. Meeting Under the Trees (0:48)
8. Potato Picking (2:06)
9. In a Secret Place (1:08)
10. Fear and Hatred (2:18)
11. Love and Guilt (3:04)
12. The Long Road (7:13)

## Músicos
Paul Brady - Mandolina, whistle .
		
Guy Fletcher - Teclados.
		
John Illsley - Bajo.		

Mark Knopfler - Guitarra.		

Liam O'Flynn - Gaita.		

Terry Williams - Batería.

## Datos técnicos
Brian Aris - Fotografía.	
	
Don Cobb - Edición digital.	

Sutton Cooper - Diseño.	

Stuart Craig - Productor.	
	
Matt d'Arbanlay-Butler - Ingeniero asistente.
		
John Dent - Masterización.	

Neil Dorfsman - Ingeniero.		

Steve Jackson - Ingeniero asistente.		

Mark Knopfler - Productor.	

Denny Purcell - Remasterización.	
	
David Puttnam - Productor.		

Jonathan Russell - Asistente remasteización.

- Datos: Q2266351